# アクア (プロレスラー)
アクア（Akua、1990年10月19日 - ）は、メキシコ・メキシコシティ出身の女性プロレスラー。母国メキシコでは覆面レスラーとしてリングに上がるがスターダムでは愛リス（アイリス）のリングネームとして素顔になっていた。

## 来歴
ルチャリブレ雑誌「スペル・ルチャ」のバックアップを受け、2010年2月28日、アレナ・ロペス・マテオスにてデビュー。以降は単発でメキシコインディに参戦。
2011年1月、大学を休学してスターダムにプロレス留学生として来日。1月23日の旗揚げ戦で高橋奈苗と組み、夏樹☆たいよう&愛川ゆず季組と対戦。高橋が愛川からフォールして勝利。
2月6日の「ゆずポン祭り2」にはアクアとして参戦。高橋と組み、夏樹&岩谷麻優と対戦し、高橋が岩谷からフォール。
4月3日の大阪大会で夏樹とシングル対決も敗れる。この試合を最後に帰国。

## 人物
- スペイン語に加えてフランス語と英語も話すこともできるトライリンガルであり、日本語も勉強している。